# 澳門大學河底隧道
澳門大學河底隧道（葡萄牙語：Túnel subfluvial do Campus da Universidade de Macau），簡稱澳大河隧，於開通日起約十年內一直是通向澳門大學新校區的唯一連接通道，更是澳門第一條跨河兼跨水域的隧道。

## 歷史
2009年6月27日第十一屆全國人大常委會第九次會議審議通過《全國人大常委會關於授權澳門特別行政區對設在橫琴島的澳門大學新校區實施管轄的決定》，批准澳門在橫琴東部興建新校區。並按照澳門特別行政區法律管轄新校區，用河底隧道從路氹城連接橫琴。
2009年12月20日，中共中央總書記胡錦濤訪問澳門期間主持澳門大學新校區的奠基儀式當中提出三年後全部落成，即是澳大需要在2013年全面搬入橫琴。
2010年10月中旬，為配合河底隧道即將動工，澳門側出入口將進行一系列前期工作，包括路氹城西堤馬路及蓮花海濱大馬路的排水管、地下管線等的遷移工作。施工期間，介乎路環污水處理廠至蓮花大橋橋底的一段單車徑將暫時封閉。隨着橫琴島澳門大學新校區河底隧道初步設計完成，土建部分即將啟動。工程計劃分三階段進行，首階段橫琴出入口段及海中段部分於同年年底動工，澳門出入口段則須待管道遷改後預計於2011年第二季開展。
2011年5月9日，配合河隧工程的開展，蓮花海濱大馬路近高爾夫球場的一段封閉交通至工程完成，期間駕駛者需取道蓮花路及路氹連貫公路往來氹仔與路環。
2012年5月下旬，當局公佈隧道工程的輔助性工程如圍堰、鋼棧橋等在2011年10月完成，主體工程隨之全面展開，目前正在進行土方開挖、墊層施工和主體結構澆灌。預計在同年第四季成主體結構工程施工並具備驗收條件。其中隧道橫琴段土方開挖接近完成，主體結構混凝土澆築完成超過六成，底板防水施工、鋼支撐安裝等工序正同步進行。河中段已開挖至-26.3米的設計底標高，實現了河中段基坑開挖見底的節點目標，預計月底前澆灌第一塊底板。河中段全長約530米，是施工難度最大的一段，河中段隧道基坑開挖按照“分層、分步、對稱、平衡、限時”的要點控制，遵循“竪向分層、縱向分區分段、先支後挖、隨挖隨撐、快速封底”的開挖支護原則，從中間向兩端分拉槽開挖，每一段根據支撐的層高從上到下分層開挖，當中最深處需利用長臂挖掘機和普通挖掘機相配合，分六層進行開挖，整條隧道挖土總量約為62萬多立方米。
2013年1月8日下午，蓮花海濱大馬路恢復交通，並實施雙線單向行車。
2013年4月，政府跨部門對澳門大學橫琴新校區啟用前及河底隧道開通前訂定有關緊急預案機制，以便日後設置緊急通行措施及與內地相關部門商討新校區的預案機制，確保一旦發生突發意外事件時，保障新校區學生及工作人員之生命安全。
2013年7月20日，隧道為了配合澳門大學新校區落成通車。
2020年5月19日，澳大河底隧道進行修繕及機電系統升級改造工程，施工期為2年多，期間氹仔往澳大校園方向之車行道實施單管雙程行車。
2021年9月18日，首階段工程“原澳門大學往氹仔方向行車隧道（中行車道）”施工已按工作進度計劃於2021年7月19日完成，並已完成試運行，並於當天重新開放予公眾使用。隨後進行第二階段工程，包括於同年9月18日至10月4日實施雙管單行的行車模式，即只開放按行車方向靠左車道供公眾使用，此段期間將進行相關的工程過渡工作，其後於同年10月5日至2022年8月22日期間，完整開放“原澳門大學往氹仔方向行車隧道（中行車道）”並實施單管雙行供公眾使用，同時完整封閉“原氹仔往澳門大學方向行車隧道（外行車道）”進行下一階段施工。
2022年9月3日，澳大河隧修繕及機電系統升級改造工程已於8月底完工並已完成移交程序，因工程而臨時封閉的氹仔往澳大校園方向的行車管道於當天上午10時全面恢復行車。
2023年9月23日，於超速偵測系統增加區間測速並投入服務。

## 建築結構
河底隧道至2023年8月是澳門大學新校區與澳門特別行政區聯繫的唯一通道。工程範圍西起珠海橫琴島澳門大學新校區，下穿十字門水道後，東至澳門路氹蓮花海濱大馬路，平面綫型成“Z”字型，設雙向四車道及人行道。工程分為橫琴側明挖隧道段、河中明挖隧道段及澳門側明挖隧道段，其中河中段長約530米，是施工難度最大的一段，河中段隧道基坑開挖按照“分層、分步、對稱、平衡、限時”的要點控制，遵循"竪向分層、縱向分區分段、先支後挖、隨挖隨撐、快速封底"的開挖支護原則，從中間向兩端分拉槽開挖，每一段根據支撐的層高從上到下分層開挖，當中最深處需利用長臂挖掘機和普通挖掘機相配合，分六層進行開挖，整條隧道挖土總量約為62萬多立方米，全長1,570米。澳門段包括390米之隧道段及140米之道路加固段，隧道設計以行車隧道、行人隧道及管線廊道組成，三條通道皆為獨立。行車隧道為雙向四線設計，而行人隧道為一個獨立無障礙通道通道，包括設有導盲磚、自動扶手梯，樓梯及升降機等系統，隧道亦設有隧道控制中心，24小時監控全隧道之運作。 而橫琴校區內的供電、供水、通訊、電視、再生水等都是由澳門的專營公司提供的，而這些管線會由澳門經過隧道的獨立管線廊道到達橫琴校區。

## 途經公共巴士路線
澳巴：
71、71S、73、73S
新福利：
72

## 澳大河底人行隧道

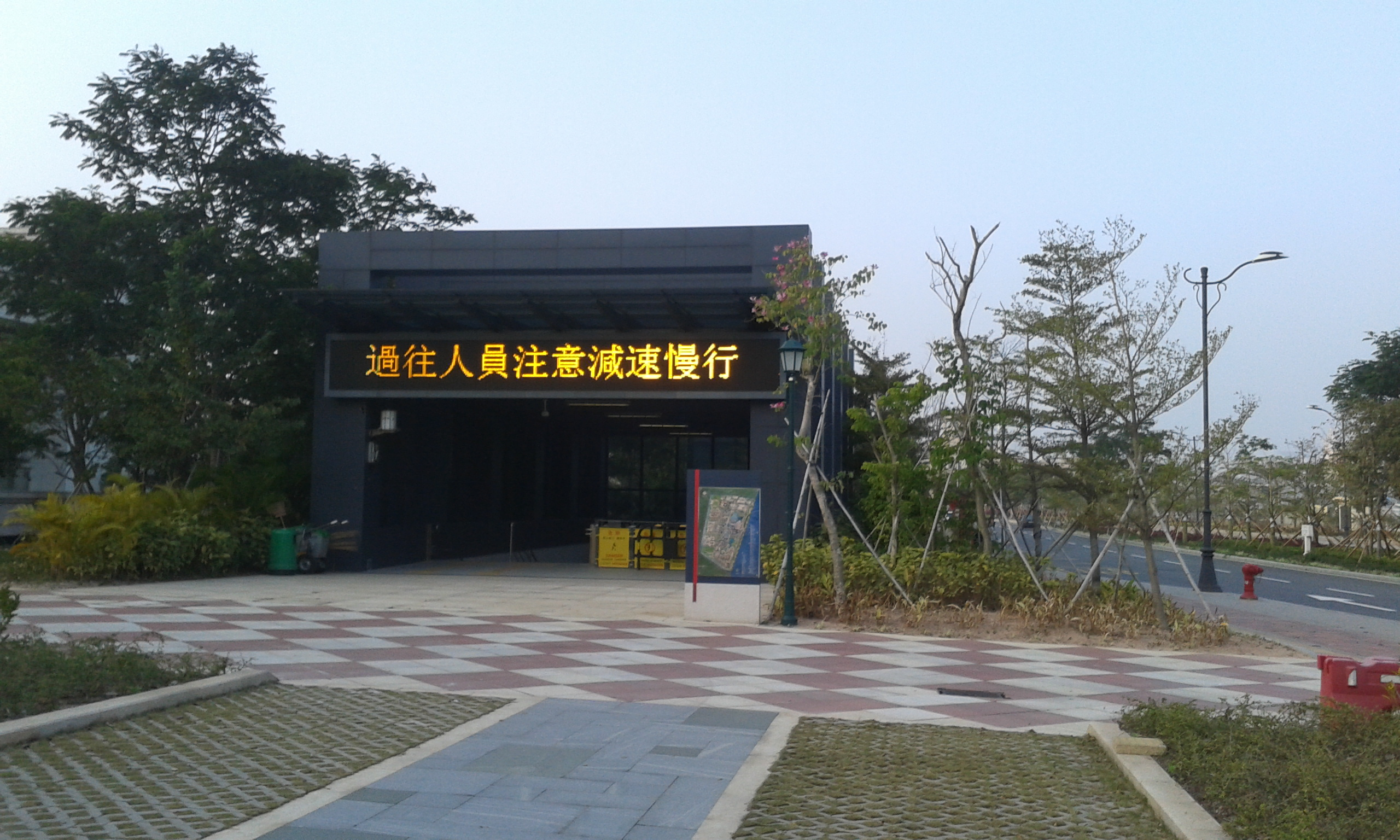
行人隧道橫琴側出入口

現時唯一由步行形式往返橫琴島澳門管轄區。氹仔出入口連接蓮花單車徑（西堤馬路），澳門大學出入口位於大學大馬路，澳門大學新校區的大學展館 (E1) 旁。

### 鄰近公共巴士站

#### 氹仔島出入口
T427 澳大河隧／西堤馬路（Túnel S. da UM / Est. do Dique Oeste）
路線：52、55
T426 澳大河隧／高爾夫俱樂部（Túnel S. da UM / Clube de Golfe）
路線：52、55

#### 澳門大學出入口
T553 澳大／大學展館（UM / Galeria da Universidade）
路線：71、71S、72、73、73S、N6
T558 大學大馬路（Avenida da Universidade）
路線：71、71S、72、73、73S、N6

## 爭議
2012年7月19日近深夜，隧道橫琴段出口位置附近路面坍塌，導致隧道圍護工程部分受損。當時在現場的管理人員及正在進行土方開挖的5名施工人員及時緊急撤離現場。事件發生後，施工單位立即啟動應急預案，組織其他非該區內的作業人員亦撤離工地，暫停隧道施工作業，並迅速封鎖現場。與此同時，向該施工範圍的所有作業班組長逐一瞭解核實，並通過點名核實和工人間的互相核對，初步確認在此次臨時圍護工程坍塌事件中無人員傷亡。由於是次事故的橫琴段處於內地邊防管理區，施工單位對事件的跟進須遵守中國大陸有關規定，但作為業主方監督單位的建設辦，將責成有關工程承建商務必妥善處理跟進事件，包括立即加強安排監測技術人員對基坑布點監測；安排領導及管理人員值班，並對基坑周圍進行安全巡查；組織設計單位、監理單位以及專案部的管理人員、技術人員等研究解決方案，以及新校區所有施工單位均對所承建工程範圍內進行逐一排查，確保工程的安全。同年8月13日，總承建商提交委托同濟大學專家組現場調研撰寫的事故報告。報告指出，坍塌區域地層條件複雜，存在著不利于基坑工程施作的軟弱地質結構面，事發前的持續降雨導致了該處地層含水量加大，地下水位升高，使得土體沿軟弱夾層産生滑移；軟弱地質體滑移引發地面塌陷後，擠壓基坑圍護樁；基坑內存在超挖現象，支護未施作完全，基坑內外壓力失衡導致坑壁失穩，最終導致了本次臨時圍護工程的坍塌事故。建設發展辦公室強調，是次坍塌事故最終並無人員傷亡，坍分並非隧道主體結構或上蓋構件，但事故確實對隧道工期有一定影響，已要求總承建商盡快提交可操作性的施工計劃安排，爭取盡快復工，並須承擔事件中所引致之一切損失及工程延誤責任。根據專家報告指出，坍塌事故不會對附近已建成的隧道主體結構產生不利的影響。 橫琴島澳門大學新校區總承建商廣東南粵集團有限公司向建設發展辦公室提交有關上月發生河底隧道臨時圍護工程局部坍塌事故的報告，建設發展辦公室在研究報告後，認同報告內所指引發事件的主因是多種複雜因素所致，包括施工地段地層條件複雜，存在軟弱夾層和微承壓水層；因天雨關係，導致地層含水量加大，地下水位升高，使土體產生滑移；工程施工出現超開挖等各種因素。
自河底隧道啟用後，行人隧道使用量一直偏低。有澳門大學學生反映，行人隧道路程長、缺乏自動步行系統，且氹仔落腳點缺乏商業配套和交通相對不便，附近巴士站偏遠，建議加強相關配套，誘導行人使用隧道。離島社區咨詢委員會委員梁俊傑表示，行人隧道已交由市政署管理，署方可利用此契機，優化澳大行人隧道配套。 由於隧道較寬闊，具備條件內設專用的單車徑，將行人和單車分隔，確保行人的安全之餘，更好地發揮氹仔海濱單車徑和蓮花單車徑的連通作用。